# أولاد بوريمة (مستفركي)
أولاد بوريمة هو دُوَّار يقع بجماعة مستفركي، عمالة وجدة أنكاد، جهة الشرق في المملكة المغربية. ينتمي الدوّار لمشيخة مستفركي التي تضم 6 دواوير. يقدر عدد سكانه بـ 1981 نسمة حسب الإحصاء الرسمي للسكان والسكنى لسنة 2004.

## روابط خارجية
- البوابة الوطنية للجماعات الترابية
- المندوبية السامية للتخطيط